# Adze
O adze é um ser vampírico no folclore Jeje, contado pelo povo de Togo e Gana. Na natureza, o adze toma a forma de um pirilampo, embora se possa transformar em forma humana quando capturado. Quando na forma humana, o adze tem o poder de possuir humanos.
Pessoas, homem ou mulher, possuídas por um adze são vistas como bruxas (em jeje: abasom). A influência do adze iria afetar negativamente o povo que vivia à volta do hospedeiro. Uma pessoa é suspeita de estar possuída numa variedade de situações, incluindo: mulheres com irmãos (especialmente se os filhos do irmão forem melhores que os seus), pessoas idosas (se os novos começarem a morrer e os velhos ficarem vivos) e os pobres (se invejarem os ricos). Os efeitos do adze são geralmente sentidos pela família da vítima possuída ou aqueles de quem a vítima tem inveja.
Na forma de pirilampo, o adze viaja pelas fechaduras, rachaduras em paredes, ou por baixo de portas fechadas à noite. Uma vez na casa, sugam o sangue da pessoa enquanto dorme, tornando-as doentes e morrendo. Contos da criatura e dos seus efeitos são provavelmente uma tentativa de descrever os efeitos potencialmente fatais de mosquitos e da malária. Não existe defesa contra um adze.